# Ptericoptus sinuatus
Ptericoptus sinuatus là một loài bọ cánh cứng trong họ Cerambycidae.